# José Joaquim da Costa Macedo
José Joaquim da Costa Macedo (Faro, 1859 - Faro, 6 de Abril de 1910) foi um jornalista português, que ficou conhecido pelo seu contributo para a imprensa na região do Algarve.

## Biografia
Nasceu na cidade de Faro, em 1859.
Exerceu como jornalista desde a juventude, tendo-se mantido naquela profissão durante cerca de três décadas, atingindo um papel destacado na imprensa algarvia. Escreveu para diversos jornais, como o Comércio do Sul, Progresso do Sul, Algarve e Alentejo, A Defesa do Povo, e O Heraldo, tendo colaborado neste último durante cerca de dois anos, até ao seu falecimento. Também fundou alguns periódicos, foi chefe de redacção do Diário do Algarve, e dirigiu o Académico Farense, que foi publicado na cidade de Faro em 1877. Na notícia publicada no jornal Districto de Faro em 7 de Abril de 1910, aquando da sua morte, refere-se que «foram numerosas e importantes as pugnas jornalisticas que empenhou; e, se d'ellas nem sempre sahiu victorioso, é justo confessar que em todas se manteve galhardamente e por forma que bastante o honrou». O jornal O Heraldo considerou-o como «um dos mais illustres jornalistas e uma das mais privilegiadas intelligencias da nossa provincia», que possuía uma «rara energia de polemista, com um lucido espirito de observação e uma complexidade de conhecimentos que poucos conseguem conquistar, facil lhe foi ter na imprensa o predominio intellectual que teve, triumphando sempre nas muitas refregas jornalísticas em que se metteu e onde ao brilho da sua palavra escripta, ardente e persuasiva, se aliavam sempre predicados extremos de lealdade e correcção.»
Trabalhou igualmente como empregado das obras públicas em Silves, tendo sido encarregado de realizar alguns estudos e fazer a vigilância dos trabalhos, durante a expansão da rede rodoviária da região. Também foi conservador na Biblioteca Municipal de Faro, e explicador no liceu daquela cidade, de ciências naturais e línguas. Enveredou igualmente pela carreira militar, embora não tenha conseguido ser promovido além do posto de Primeiro-sargento devido aos seus ideais republicanos, que disseminava nos quartéis onde prestou serviço. Foi perseguido pelo governo, que o acusou de participar na Revolta de 31 de Janeiro de 1891.
Faleceu em 6 de Abril de 1910, aos 52 anos de idade, em Faro, vítima de uma apoplexia. Deixou uma viúva e três filhos menores.